# Ferruccio Berti
Ferruccio Berti (4 de octubre de 1953) es un deportista italiano que compite en tiro con arco, en la modalidad de arco desnudo. Ganó una medalla de oro en el Campeonato Europeo de Tiro con Arco en Sala de 2025, en la prueba por equipo.

## Palmarés internacional
| Campeonato Europeo en Sala | Campeonato Europeo en Sala | Campeonato Europeo en Sala | Campeonato Europeo en Sala |
| Año                        | Lugar                      | Medalla                    | Prueba                     |
| -------------------------- | -------------------------- | -------------------------- | -------------------------- |
| 2025                       | Samsun (Turquía)           | Medalla de oro             | Equipo                     |